# 石垣幸大
石垣 幸大（いしがき こうだい、1996年8月8日 - ）は、三重県員弁郡東員町出身の元プロ野球選手（投手）。右投右打。プロでは育成選手であった。

## 経歴

### プロ入り前
小学3年生秋から地元のスポーツ少年団の稲部スポーツ少年団で軟式野球を始める。三塁・外野手を経て小学4年生時から投手を務め、中学生時代は桑員ブルーナイン（現桑員ボーイズ）に所属。中学3年生の夏には日本代表として日中友好親善野球試合を経験した。
いなべ総合では1年生時から控え投手としてベンチ入り。2年秋よりエースとなり、県大会準決勝・三重戦で8回を6安打1四球で12奪三振を奪うなど、1失点完投したものの0対1で敗退したものの、翌日の3位決定戦では津田学園戦でも7回1失点と好投し、県大会3位で東海大会に進出した。県大会4試合で先発し30回を投げて自責点3、35奪三振の好成績を残している。東海大会は守備の乱れも絡んで、静岡商業に4対12で7回コールド負けを喫している。不調で3年春の県大会では登板機会がなく、東海大会では2回2四球無失点で降板した。3年夏は初戦2回戦での死球で右ヒザを骨折し、以降登板できず県大会ベスト4敗退となった。甲子園出場実績は無し。
2014年のプロ野球育成ドラフト会議で、中日ドラゴンズから2巡目で指名。育成選手として入団した。背番号は211。

### 中日時代
2015年には、JABAベーブルース杯争奪大会決勝で9回に登板。打者4人を無安打無失点に抑えた。また、ウエスタン・リーグの公式戦には、5月に3試合登板。しかし、投球フォームを崩した影響で、6月以降は公式戦のマウンドから遠ざかった。
2016年には、ウエスタン・リーグ公式戦への登板機会がなかった。支配下選手契約への移行にも至らないまま、10月1日に球団から戦力外を通告。10月31日には、NPBから自由契約選手として公示された。

### 中日退団後
NPB他球団での現役続行を希望していることから、2016年11月12日には、阪神甲子園球場で開催の12球団合同トライアウトに参加。シートバッティング形式の対戦で、打者3人を相手に、2奪三振1与四球という結果を残した。

### 引退後
引退後は愛知県安城市の自動車部品製造メーカー・ヒサダに入社し同社の軟式野球部に所属していたが、既に退社して別の仕事に就いている。
その後は職を転々とし、2023年8月から愛知県名古屋市のダブルエース株式会社で事業統括を任されている。

## 選手としての特徴・人物
最速146キロの本格派右腕。常時140キロ前後の真っすぐと縦横2種類あるスライダー、緩いカーブが持ち球。「消える」と評価される縦のスライダーと少し変化する直球を武器に空振りを奪う。
2年先輩の若松駿太からは舎弟のように可愛がられており、石垣自身も若松を兄貴分のように慕っていた。そのような関係もあり、2018年に若松が中日から戦力外通告を受けた際にはツイッターで若松に激励のメッセージを送っていた。

## 詳細情報

### 年度別投手成績
- 一軍公式戦出場なし

### 背番号
- 211 （2015年 - 2016年）